# Margaretta cereoides
Margaretta cereoides är en mossdjursart som först beskrevs av Ellis och Daniel Solander 1786.  Margaretta cereoides ingår i släktet Margaretta och familjen Margarettidae. Inga underarter finns listade i Catalogue of Life.